# Panicale
Panicale település Olaszországban, Umbria régióban, Perugia megyében. Lakosainak száma 5281 fő (2023. január 1.). Panicale Magione, Paciano, Perugia, Castiglione del Lago és Piegaro községekkel határos.

## Népesség
A település lakossága az elmúlt években az alábbi módon változott:
| Lakosok száma | 5608 | 5606 | 5281 |
|               | 2017 | 2018 | 2023 |